# 결과범
결과범(結果犯) 또는 실질범은 구성요건이 일정한 행위이외에 일정한 결과의 발생까지로 하는 범죄이다. 살인죄, 상해죄, 강도죄, 손괴죄등 대부분의 범죄가 여기에 해당한다. 결과적 가중범도 결과범의 특수한 형태에 속한다.